# We Sing. We Dance. We Steal Things.
We Sing. We Dance. We Steal Things. là album thứ ba của Jason Mraz được phát hành vào ngày 13 tháng 5 năm 2008. Album xếp thứ 3 trên bảng xếp hạng Billboard 200. Đây là album có thứ hạng cao nhất của Jason Mraz. Tựa đề album nói đến một bức tranh của David Shrigley đã thu hút sự chú ý của Jason Mraz khi anh đi du lịch đến Scotland.
| Đánh giá chuyên môn        | Đánh giá chuyên môn |
| Điểm trung bình            | Điểm trung bình     |
| Nguồn                      | Đánh giá            |
| -------------------------- | ------------------- |
| Metacritic                 | 60/100              |
| Nguồn đánh giá             |                     |
| Nguồn                      | Đánh giá            |
| AllMusic                   | [ 4 ]               |
| Blender                    | [ 5 ]               |
| Entertainment Weekly       | B+                  |
| Entertainment.ie           | [ 7 ]               |
| MSN Music (Consumer Guide) | [ 8 ]               |
| PopMatters                 | [ 9 ]               |
| Yahoo! Music               | [ 10 ]              |
| Slant Magazine             | [ 11 ]              |
| Sputnikmusic               | [ 12 ]              |

## Danh sách bài hát
| STT | Nhan đề                                      | Sáng tác                                                                 | Thời lượng |
| --- | -------------------------------------------- | ------------------------------------------------------------------------ | ---------- |
| 1.  | "Make It Mine"                               | Jason Mraz                                                               | 3:08       |
| 2.  | "I'm Yours"                                  | Jason Mraz                                                               | 4:03       |
| 3.  | "Lucky" (với Colbie Caillat)                 | Jason Mraz, Colbie Caillat, Timothy Fagan                                | 3:09       |
| 4.  | "Butterfly"                                  | Jason Mraz                                                               | 5:00       |
| 5.  | "Live High"                                  | Jason Mraz                                                               | 4:12       |
| 6.  | "Love for a Child"                           | Jason Mraz, Martin Terefe, Sacha Skarbek                                 | 4:06       |
| 7.  | "Details in the Fabric" (với James Morrison) | Jason Mraz, Dan Wilson                                                   | 5:45       |
| 8.  | "Coyotes"                                    | Jason Mraz                                                               | 3:38       |
| 9.  | "Only Human"                                 | Jason Mraz, Sacha Skarbek                                                | 4:03       |
| 10. | "The Dynamo of Volition"                     | Jason Mraz                                                               | 3:36       |
| 11. | "If It Kills Me"                             | Jason Mraz, Martin Terefe, Sacha Skarbek                                 | 4:34       |
| 12. | "A Beautiful Mess"                           | Jason Mraz, Mona Tavakoli, Chaska Potter, Mai Bloomfield, Becky Gebhardt | 5:38       |

| iTunes Bonus Tracks | iTunes Bonus Tracks                                            | iTunes Bonus Tracks | iTunes Bonus Tracks |
| STT                 | Nhan đề                                                        | Sáng tác            | Thời lượng          |
| ------------------- | -------------------------------------------------------------- | ------------------- | ------------------- |
| 13.                 | "Make It Mine (Live: London Sessions)" (iTunes Bonus Track)    | Jason Mraz          | 3:30                |
| 14.                 | "Life Is Wonderful (Live from Amsterdam)" (iTunes Bonus Track) | Jason Mraz          | 4:35                |

| Limited Edition Bonus Tracks (Disc 2) | Limited Edition Bonus Tracks (Disc 2)                                     | Limited Edition Bonus Tracks (Disc 2) |
| STT                                   | Nhan đề                                                                   | Thời lượng                            |
| ------------------------------------- | ------------------------------------------------------------------------- | ------------------------------------- |
| 1.                                    | "I'm Yours (From the Casa Nova Sessions)"                                 | 4:47                                  |
| 2.                                    | "Live High (From an Avacado Salad Session)"                               | 4:01                                  |
| 3.                                    | "If It Kills Me (From the Casa Nova Sessions)"                            | 5:00                                  |
| 4.                                    | "A Beautiful Mess (From a Raining Jane Session)"                          | 5:17                                  |
| 5.                                    | "Make It Mine (From the Casa Nova Sessions)"                              | 3:23                                  |
| 6.                                    | "Butterfly (From the Casa Nova Sessions)"                                 | 5:10                                  |
| 7.                                    | "Only Human (From the Casa Nova Sessions)"                                | 4:47                                  |
| 8.                                    | "The Dynamo of Volition (From an All-Night Session)"                      | 4:43                                  |
| 9.                                    | "Love for a Child (From the Casa Nova Sessions)"                          | 3:54                                  |
| 10.                                   | "Coyotes (From the For a Girl in the New York Sessions)"                  | 4:20                                  |
| 11.                                   | "Man Gave Names to All the Animals (From the Gospel Collection Sessions)" | 4:18                                  |
| 12.                                   | "Mudhouse/Gypsy MC (Live from Amsterdam)"                                 | 7:00                                  |

## Thứ hạng
| Bảng xếp hạng (2008)             | Vị trí cao nhất |
| -------------------------------- | --------------- |
| Argentina Albums Chart           | 18              |
| Australian Albums Chart          | 3               |
| Austrian Albums Chart            | 4               |
| Belgian Albums Charts (Flanders) | 49              |
| Belgian Albums Charts (Wallonia) | 15              |
| Canadian Albums Chart            | 13              |
| Dutch Albums Chart               | 12              |
| German Albums Chart              | 14              |
| New Zealand Albums Chart         | 9               |
| Italian Albums Chart             | 36              |
| French Albums Chart              | 20              |
| Norwegian Albums Chart           | 4               |
| Colombia                         | 6               |
| Philippines Foreign Albums Chart | 5               |
| Portugal Album Chart             | 14              |
| Spanish Albums Charts            | 45              |
| Swedish Album Chart              | 5               |
| Swiss Albums Chart               | 12              |
| UK Albums Chart                  | 8               |
| U.S. Billboard 200               | 3               |
| U.S. Billboard Top Rock Albums   | 2               |

## Chứng nhận
| Quốc gia | Chứng nhận  | Số đơn vị/doanh số chứng nhận |
| --- | ----------- | ----------------------------- |
| Úc (ARIA) | 2× Bạch kim | 140.000^                      |
| Bỉ (BEA) | Vàng        | 15.000*                       |
| Canada (Music Canada) | 2× Bạch kim | 160.000^                      |
| Đan Mạch (IFPI Đan Mạch) | 2× Bạch kim | 40.000‡                       |
| Pháp (SNEP) | 3× Bạch kim | 300.000*                      |
| Đức (BVMI) | Vàng        | 150.000^                      |
| Ireland (IRMA) | Vàng        | 7.500^                        |
| Nhật Bản (RIAJ) | Vàng        | 100.000^                      |
| Hà Lan (NVPI) | Vàng        | 30.000^                       |
| New Zealand (RMNZ) | Vàng        | 7.500^                        |
| Bồ Đào Nha (AFP) | Vàng        | 10.000^                       |
| Thụy Điển (GLF) | Vàng        | 20.000^                       |
| Thụy Sĩ (IFPI) | Vàng        | 15.000^                       |
| Anh Quốc (BPI) | Bạch kim    | 300.000^                      |
| Hoa Kỳ (RIAA) | 3× Bạch kim | 3.000.000‡                    |
| Tổng hợp |             |                               |
| Châu Âu (IFPI) | Bạch kim    | 1.000.000*                    |
| * Chứng nhận dựa theo doanh số tiêu thụ. ^ Chứng nhận dựa theo doanh số nhập hàng. ‡ Chứng nhận dựa theo doanh số tiêu thụ và phát trực tuyến. |             |                               |